# Parabuthus kalaharicus
Espèce
Parabuthus kalaharicus est une espèce de scorpions de la famille des Buthidae.

## Distribution
Cette espèce se rencontre en Afrique du Sud au Cap-du-Nord, en Namibie au ǁKaras, et au Botswana.

## Habitat
Cette espèce se rencontre dans le sable du désert du Kalahari.

## Étymologie
Son nom d'espèce lui a été donné en référence au lieu de sa découverte, le désert du Kalahari.

## Publication originale
- Lamoral, 1977 : « Parabuthus kalaharicus, a new species of scorpion from the Kalahari Gemsbok National Park in the Republic of South Africa (Buthidae, Scorpionida). » Koedoe, vol. 20, p. 101–107.